# Cégkivonat
A cégkivonat a cégbíróság által vezetett cégjegyzékben szereplő, az adott cégre vonatkozó fennálló adatokat tanúsító hiteles dokumentum. A cégmásolattal eltérően tehát a cégkivonat nem tartalmazza a cégjegyzékből már törölt adatokat, hanem kizárólag a kiadásakor aktuális adatokat tartalmazza.
A gazdaság működésének nélkülözhetetlen feltétele, hogy nyilvánosak és bárki számára hozzáférhetők legyenek a cégek legfontosabb adatai, azok változásai. A cégnyilvántartás ezáltal biztosítja a cégadatok nyilvánosságát, a cégek hitelezőinek védelmét. 
A cégnyilvántartás alapvető eleme a cégkivonat, amely tartalmazza a valamennyi cég esetében kötelezően bejegyzendő adatokat. Ilyen többek között a cégnév, a székhely vagy a cégjegyzésre jogosult személyek, tevékenységek, bankszámlaszámok, stb. A cégnyilvántartásnak a cégjegyzékhez szervesen kapcsolódó nélkülözhetetlen további részei, mellékletei is vannak, így például a cég létesítő okirata (alapszabálya, alapító okirata, társasági szerződése), továbbá ezek változásai.
A cégnyilvántartás részét képezik ezenkívül még azok az iratok is, amelyek nem igazolják közvetlenül a cégjegyzék egyes adatait, de a forgalom (hitelező) szempontjából mégis jelentősek (ilyen például a cég éves beszámolója).
A cégnyilvántartásban szereplő elektronikus okiratokról a cégbíróságtól illeték ellenében, illetve a KIM Céginformációs Szolgálattól és a KIM-mel szerződésben álló disztribútoroktól (disztributorok listája) [Ctv. 16. § (1)], illetve a https://www.cegkivonat.hu oldalon - külön jogszabályban meghatározott költségtérítés ellenében - hiteles vagy nem hiteles papíralapú másolat kérhető.
Tehát a hatályos cégkivonatok térítésesek, míg a tájékoztató jelleggel kiadott "Tárolt Cégkivonat" ingyenes. A "tárolt", nem hiteles cégkivonat a http://www.e-cegjegyzek.hu oldalon elérhető.

## Közhiteles cégkivonat (közokirat)
Az olyan papír alapú vagy elektronikus okirat, amelyet bíróság, közjegyző vagy más hatóság, illetve közigazgatási szerv ügykörén belül, a megszabott alakban állított ki, mint közokirat teljesen bizonyítja a benne foglalt intézkedést vagy határozatot, továbbá az okirattal tanúsított adatok és tények valóságát, úgyszintén az okiratban foglalt nyilatkozat megtételét, valamint annak idejét és módját. Ugyanolyan bizonyító ereje van az olyan okiratoknak is, amelyet más jogszabály közokiratnak nyilvánít.

## Jogszabályok
- 2006. évi IV. törvény a gazdasági társaságokról
- 2006. évi V. törvény a cégnyilvánosságról, a bírósági cégeljárásról és a végelszámolásról

## Külső hivatkozások
- http://www.e-cegjegyzek.hu
- http://www.njt.hu
- https://www.cegkivonat.hu